# 阮福ルァン
阮福㫻（グエン・フック・ルァン、ベトナム語：Nguyễn Phúc Luân / 阮福㫻、龍徳2年4月29日（1733年6月11日） - 景興26年9月10日（1765年10月24日））は、広南国の王族。阮福椇（グエン・フック・コー、ベトナム語：Nguyễn Phúc Cộ / 阮福椇）とも。

## 生涯
武王阮福濶の次男として生まれる。母は温誠太妃張氏容。景興26年（1765年）7月、重病に陥った武王は阮福㫻を後継者に指名した。しかし、英明な阮福㫻が即位することを恐れた権臣の張福巒が太監の褚徳、掌英の阮久通らと結託して武王の遺命を捏造し、王位は十六男の阮福淳が継いだ。阮福㫻は冷室に軟禁され、同年10月に死去した。
景興39年（1778年）に三男の阮福映が柴棍において大元帥摂国政として自立すると、亡父に慈祥澹泊寛裕温和孝康王と追尊した。阮福映が阮朝を建てると、嘉隆5年6月9日（1806年7月24日）に仁明謹厚寛裕温和孝康皇帝の諡号を追尊し、西山朝によって荒らされた陵墓を再建し、陵号を基聖陵とした。阮福㫻を祀る皇考廟が建てられた。明命2年（1821年）に孫の明命帝によって興祖の廟号を追贈され、皇考廟から興廟に移された。

## 後宮と子女

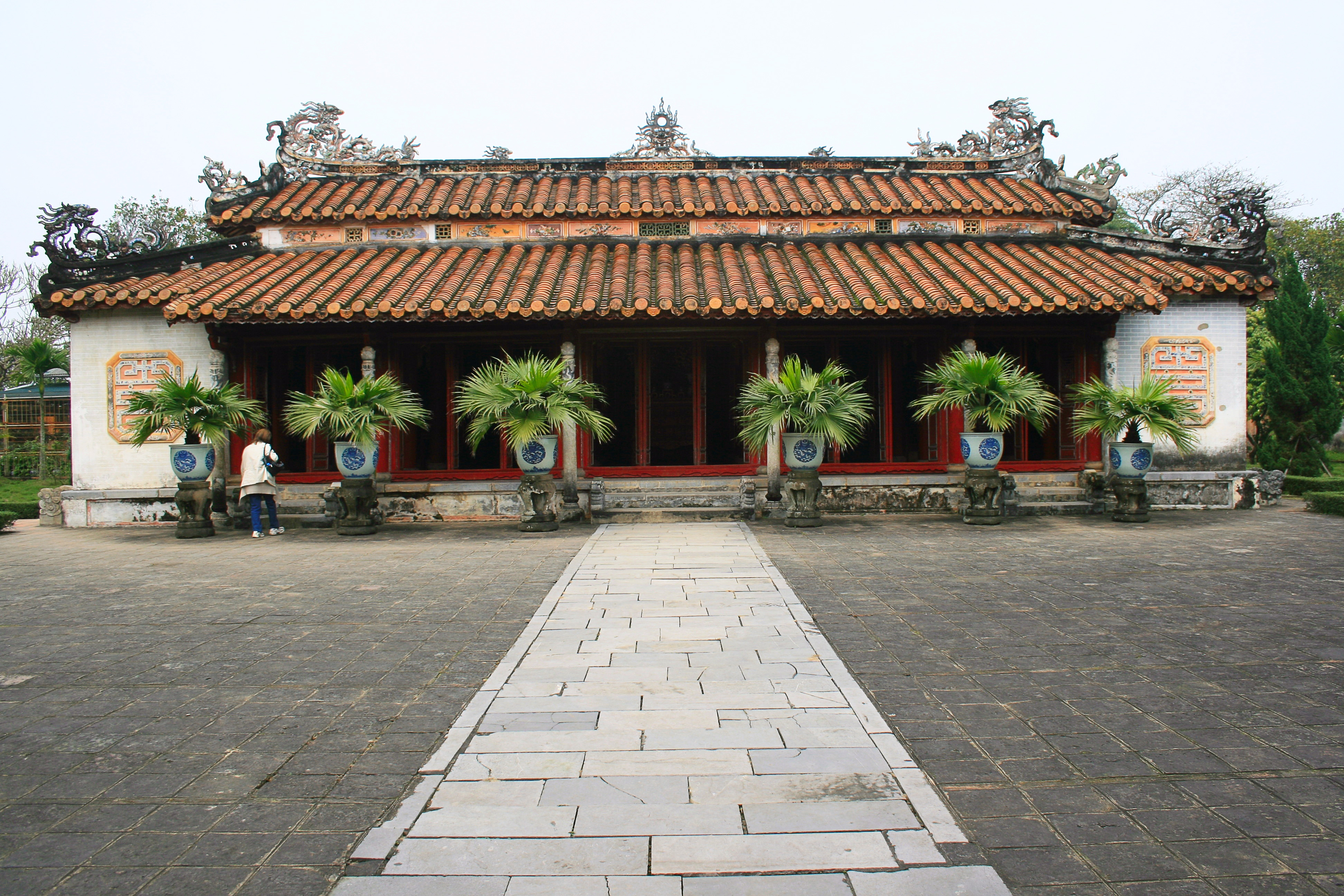
阮福㫻を祀る興廟（フエ）

### 后妃
1. 懿静恵恭安貞慈献孝康皇后 阮氏環（中国語版）
2. 懿親徽嘉慈妃 阮氏珄（中国語版） - 阮氏環の姉。
3. 宋氏鳶

### 子
1. 阮福暭（中国語版） - 襄陽郡王に追封された。
2. 阮福晍（中国語版） - 海東郡王に追封された。
3. 世祖嘉隆帝 阮福映
4. （夭折）
5. 阮福旻（中国語版） - 安辺郡王に追封された。
6. 阮福晪 - 通化郡王に追封された。

### 女
1. 隆城公主 阮福玉琇（中国語版） - 黎福晪に嫁いだ。
2. 福禄公主 阮福玉瑜（中国語版） - 武性（中国語版）に嫁いだ。
3. 明義公主 阮氏玉璿（中国語版） - 阮有瑞に嫁いだ。
4. 淵慈公主 阮福玉琬 - 宋福信に嫁いだ。